# Cucurbăta Mare
Cucurbăta Mare, v rumunštině též známa jako Vârful Bihor, je hora v župě Bihor ve stejnojmenném rumunském pohoří z celku Apuseni na západě země. Budována je krystalickými horninami. S nadmořskou výškou 1849 metrů je nejvyšší horou celých Rumunských západních Karpat. 